# Metropolia Reggio Calabria-Bova
Metropolia Reggio Calabria-Bova – jedna z 40 metropolii Kościoła Rzymskokatolickiego we Włoszech. Została erygowana 30 września 1986 roku.

## Diecezje
- Archidiecezja Reggio Calabria-Bova
  - Diecezja Locri-Gerace
  - Diecezja Mileto-Nicotera-Tropea
  - Diecezja Oppido Mamertina-Palmi